# Canton (Côte d'Ivoire)
Pour les articles homonymes, voir Canton (homonymie).
Pour un article plus général, voir Canton.
Un canton en Côte d'Ivoire est un type de subdivision coutumière équivalant à une chefferie traditionnelle.

## Liste des cantons
Cette liste recense les cantons de la Côte d'Ivoire :
- Gotibo
- Lossom

- N’drannouan

- Tiéma

- Zédé-Dianhoun